# (Everything I Do) I Do It for You
«(Everything I Do) I Do It for You» — песня канадского певца, гитариста и автора-исполнителя Брайана Адамса, вышедшая 18 июня 1991 года из саундтрека к кинофильму «Робин Гуд: Принц воров». Авторами песни выступили Брайан Адамс, Майкл Кэймен, Роберт Джон «Матт» Ланг, а продюсером был Роберт Джон «Матт» Ланг. Число просмотров видеоклипа в интернете превысило 200 млн, а тираж сингла превысил 4 млн в США. Песня получила награду Грэмми в 1992 году в категории Лучшая песня, написанная для визуальных медиа и несколько номинаций, включая Премию «Оскар» за лучшую песню к фильму.

## История
«(Everything I Do) I Do It for You» побила рекорд по продолжительности нахождения на позиции № 1 в Великобритании, пробыв 16 недель на вершине хит-парада UK Singles Chart, в 1991 году. Она также пробыла 7 недель на первом месте в американском хит-параде Billboard Hot 100 и 9 недель на первом месте в канадском чарте Canadian Singles Chart. Журнал Billboard поставил песню на позицию № 1 в итоговом хит-параде за 1991 год (Billboard Year-End Hot 100 singles of 1991).
В мире было продано более 15 млн копий сингла и он попал в список Список самых продаваемых синглов.

## Музыкальное видео
Официальное музыкальное видео на песню было снято британским режиссёром кино, документальных фильмов и музыкальных клипов Джулиеном Темплом. В нём Адамс и его группа исполняют песню в лесу с шёлковой фабрикой на заднем плане, а Адамс в одиночку выступает на скалистом берегу моря, перемежаясь со сценами из фильма «Робин Гуд: Принц воров». Видео было снято в лесу с заброшенной шёлковой фабрикой возле Холфорда на Квантокских холмах и на пляже с геологическими скалами возле Килва, Сомерсет. Для концертной версии песни был также заказан клип, режиссёром которого выступил Энди Морахан.

## Награды и номинации
Брайан Адамс, Майкл Кэймен и Роберт Джон «Матт» Ланг были награждены как соавторы песни премией Грэмми за лучшую песню, написанную специально для кино или телевидения и номинированы на Грэмми в категории «Лучшая запись года» на 34-й церемонии «Грэмми». Также была номинация на Премию «Оскар» за лучшую песню к фильму, где проиграли песне «Beauty and the Beast».

## Чарты

### Еженедельные чарты
| Чарт (1991—93)                          | Высшая позиция |
| --------------------------------------- | -------------- |
| Австралия (ARIA)                        | 1              |
| Австрия (Ö3 Austria Top 40)             | 1              |
| Бельгия/Фландрия (Ultratop 50)          | 1              |
| Канада (Canada Adult Contemporary, RPM) | 1              |
| Канада (Canada Top Singles, RPM)        | 1              |
| Denmark (IFPI)                          | 1              |
| Европа (Eurochart Hot 100)              | 1              |
| Finland (Suomen virallinen lista)       | 1              |
| Франция (SNEP)                          | 1              |
| Германия (GfK)                          | 1              |
| Ирландия (IRMA)                         | 1              |
| Italy (FIMI)                            | 1              |
| Нидерланды (Dutch Top 40)               | 1              |
| Новая Зеландия (Recorded Music NZ)      | 1              |
| Норвегия (VG-lista)                     | 1              |
| Испания (AFYVE)                         | 1              |
| Швеция (Sverigetopplistan)              | 1              |
| Швейцария (Schweizer Hitparade)         | 1              |
| Великобритания (OCC UK Singles)         | 1              |
| США (Billboard Hot 100)                 | 1              |
| США (Adult Contemporary, Billboard)     | 1              |
| США (Mainstream Rock, Billboard)        | 1              |

### Итоговые годовые чарты
| Чарт (1991)                                | Позиция |
| ------------------------------------------ | ------- |
| Австралия (ARIA)                           | 1       |
| Новая Зеландия Zealand (Recorded Music NZ) | 1       |
| Великобритания UK Singles Chart            | 1       |
| США Billboard Hot 100                      | 1       |
| Нидерланды Dutch Top 40                    | 1       |

## Сертификации
| Регион | Сертификация  | Продажи   |
| --- | ------------- | --------- |
| Австралия (ARIA) | 2× Платиновый | 140 000^  |
| Австрия (IFPI Austria) | Платиновый    | 50 000*   |
| Бельгия (BEA) | Платиновый    | 50 000*   |
| Канада (Music Canada) | 2× Платиновый | 200 000^  |
| Дания (IFPI Danmark) | Платиновый    | 90 000    |
| Франция (SNEP) | Золотой       | 250 000*  |
| Германия (BVMI) | Платиновый    | 500 000^  |
| Италия (FIMI) | Золотой       | 25 000    |
| Нидерланды (NVPI) | Платиновый    | 100 000^  |
| Новая Зеландия (RMNZ) | Платиновый    | 10 000*   |
| Швеция (GLF) | Платиновый    | 50 000^   |
| Великобритания (BPI) | 3× Платиновый | 1,850,000 |
| США (RIAA) | 3× Платиновый | 4,100,000 |
| * Данные о продажах приведены только на основе сертификации. · ^ Данные о тиражах приведены только на основе сертификации. · Данные о продажах + прослушиваниях приведены только на основе сертификации. |               |           |